# Ferdinand Holzach (Ingenieur)
Ferdinand Holzach (* 1. September 1882 in Basel; † 11. März 1942 in Bern) war ein Schweizer Ingenieur und Militär.

## Leben
Ferdinand Holzach studierte 1901–1905 an der ETH Zürich Maschineningenieur. Danach arbeitete er zuerst beim Sachsenwerk der Licht- und Kraft AG in Niedersedlitz bei Dresden. Ende 1907 wechselte der zur Niederlassung von Brown, Boveri & Cie. in Mannheim-Käfertal. 1918–1936 war er beim Chemieunternehmen Lonza in Basel tätig, zuerst als Elektroingenieur, dann als Leiter der Betriebsabteilung. 1936 übernahm der die Leitung des Hallenschwimmbades Rialto in Basel. Beim Ausbruch des Zweiten Weltkriegs trat er in den Dienst der Abteilung für Artillerie des Eidgenössischen Militärdepartements in Bern. Er bekleidete den Rang eines Oberstleutnants.